# Ambulant
Das Adjektiv ambulant beschreibt eine ortsunabhängige und nicht stationäre Gesundheitsversorgung. Es klassifiziert die Art der medizinischen oder betreuenden Versorgung, abhängig von Ort und Dauer.
Ein gängiger Ort für ambulante Behandlungen ist die Arztpraxis. Die Pflege von Personen in deren eigenem Zuhause durch besuchende Pflegekräfte wird als „ambulante Pflege“ bezeichnet.  Eine Einrichtung zur ambulanten Versorgung kann sich als „Tagesklinik“ bezeichnen. Ort ambulanter Behandlung in einem Krankenhaus können Ambulanzen, Polikliniken oder Notaufnahmen sein. Hierbei sind übliche stationäre Ressourcen wie ärztliche und pflegerische Betreuung über Nacht, Beköstigung und Patientenzimmer nicht erforderlich. Ambulantisierung genannt wird der Prozess der Verlagerung sozialer oder medizinischer Leistungen aus dem stationären in den ambulanten Bereich.
Im Bereich des Handels und Gewerbes steht „ambulant“ für „nicht ortsgebunden“ („ambulanter Handel“, „ambulantes Gewerbe“).

## Wortherkunft
„Ambulant“ entstammt dem lateinischen ambulans (umhergehend, umherziehend, wandernd) und wurde in der zweiten Hälfte des 18. Jahrhunderts dem französischen ambulant entlehnt.